# العلاقات البرتغالية الميكرونيسية
العلاقات البرتغالية الميكرونيسية هي العلاقات الثنائية التي تجمع بين البرتغال وولايات ميكرونيسيا المتحدة.

## مقارنة بين البلدين
هذه مقارنة عامة ومرجعية للدولتين:
| وجه المقارنة                                              | البرتغال                                                  | ولايات ميكرونيسيا المتحدة |
| --------------------------------------------------------- | --------------------------------------------------------- | ------------------------- |
| المساحة (كم2)                                             | 92.21 ألف                                                 | 702                       |
| عدد السكان (نسمة)                                         | 10.60 مليون                                               | 105.54 ألف                |
| الكثافة السكانية (ن./كم²)                                 | 114.95                                                    | 15.03 ألف                 |
| العاصمة                                                   | لشبونة                                                    | باليكير                   |
| اللغة الرسمية                                             | اللغة البرتغالية، اللغة الميراندية                        | لغة إنجليزية              |
| العملة                                                    | يورو، اسكودو برتغالي                                      | دولار أمريكي              |
| الناتج المحلي الإجمالي (بليون دولار)                      | 217.57 مليار                                              | 336.43 مليون              |
| الناتج المحلي الإجمالي (تعادل القوة الشرائية) بليون دولار | 307.82 مليار                                              | 365.27 مليون              |
| الناتج المحلي الإجمالي الاسمي للفرد دولار أمريكي          | 19.22 ألف                                                 | 3.02 ألف                  |
| الناتج المحلي الإجمالي للفرد دولار أمريكي                 | 28.76 ألف                                                 |                           |
| مؤشر التنمية البشرية                                      | 0.830                                                     | 0.640                     |
| رمز المكالمات الدولي                                      | +351                                                      | +691                      |
| رمز الإنترنت                                              | .pt                                                       | .fm                       |
| المنطقة الزمنية                                           | توقيت غرب أوروبا، توقيت غرب أوروبا الصيفي، أوروبا/لشبونة ‏ |                           |

## منظمات دولية مشتركة
يشترك البلدان في عضوية مجموعة من المنظمات الدولية، منها:
| علم المنظمة | اسم المنظمة                               | تاريخ انضمام البرتغال | تاريخ انضمام ولايات ميكرونيسيا المتحدة |
| ----------- | ----------------------------------------- | --------------------- | -------------------------------------- |
|             | بنك التنمية الآسيوي                       | 2002                  | 1990                                   |
|             | مؤسسة التنمية الدولية                     | 29 ديسمبر 1992        | 24 يونيو 1993                          |
|             | يونسكو                                    | 11 مارس 1965          | 19 أكتوبر 1999                         |
|             | وكالة ضمان الاستثمار متعدد الأطراف        | 6 يونيو 1988          | 11 أغسطس 1993                          |
|             | الأمم المتحدة                             | 14 ديسمبر 1955        | 17 سبتمبر 1991                         |
|             | البنك الدولي للإنشاء والتعمير             | 29 مارس 1961          | 24 يونيو 1993                          |
|             | الاتحاد الدولي للاتصالات                  | 1866                  | 18 مارس 1993                           |
|             | منظمة حظر الأسلحة الكيميائية              | ?                     | ?                                      |
|             | مؤسسة التمويل الدولية                     | 8 يوليو 1966          | 24 يونيو 1993                          |
|             | المركز الدولي لتسوية المنازعات الاستشارية | 1 أغسطس 1984          | 24 يوليو 1993                          |

## وصلات خارجية
- موقع وزارة الخارجية البرتغالية